# Sailing to the Rainbow
『Sailing to the Rainbow』（セーリング・トゥ・ザ・レインボー）は、劇場アニメ『ラブライブ!サンシャイン!! The School Idol Movie Over the Rainbow』のオリジナルサウンドトラックで、2019年2月27日にLantisから発売された。

## 概要
劇場アニメ『ラブライブ!サンシャイン!! The School Idol Movie Over the Rainbow』で使用された楽曲が収録される。
CDには初回生産特典として「Aqoursメンバーカード」が1枚封入される。
キャッチコピーは「虹の欠片を集めて…」。

## 収録曲
- 音楽︰加藤達也
- 歌詞がある曲の全作詞︰畑亜貴

Disc1
1. 想い出を飛ぶ紙飛行機
2. 僕らの走ってきた道は・・・【劇場版挿入歌(MOVIEサイズ)】
  - 歌：Aqours
3. Where to go?
4. オンボロ新校舎
5. ウェルカム トゥ ヘルゾーン
6. 夢、、、だよね？
7. 曜の謎を探れ
8. 月、、、ちゃん？
9. 今、私たちに出来ること
10. ６人のAqoursで
11. Missing Piece
12. 梨子の想い、千歌の想い
13. 原点回帰でもう一度
14. 心の隙間に吹く北風は
15. マリーズ マザー デース
16. 母の悲しみは海を越えて
17. 会いに行こう
18. その行き先は！
19. ボンジョルノ、イタリア！
20. Scary Masquerade
21. 再会への階段
22. 鞠莉捕獲計画
23. 逃走迷走メビウスループ【劇場版挿入歌(MOVIEサイズ)】
  - 歌：松浦果南（諏訪ななか）、黒澤ダイヤ（小宮有紗）、小原鞠莉（鈴木愛奈）

Disc2
1. 迫り来る靴音
2. モルトベーネずらぁ
3. 天使ヨハネの崇高なお導き
4. 鞠莉ちゃんが結婚!?
5. カゴの鳥は自由を追って
6. 堕天使降臨リターンズ
7. スクールアイドルはくだらなくなんかない！
8. La Notte di Roma
9. 新しいAqoursを見つけたい
10. Hop? Stop? Nonstop!【劇場版挿入歌(MOVIEサイズ)】
  - 歌：Aqours
11. My way on my own
12. ヨハネ帰還！
13. Circle of Friendship
14. 0からじゃないスタート
15. Empathy of little sisters
16. スノードームメモリー
17. スノードームメモリー（String Quartet Ver.）
18. Believe again【劇場版挿入歌(MOVIEサイズ)】
  - 歌：Saint Snow
19. Brand-New Flying
20. Brightest Melody【劇場版挿入歌(MOVIEサイズ)】
  - 歌：Aqours
21. キセキヒカル【劇場版挿入歌(MOVIEサイズ)】
  - 歌：Aqours
22. Over the Sunshine!!
23. Everything is here
24. The Sunshine March
25. Next SPARKLING!!【劇場版挿入歌(MOVIEサイズ)】
  - 歌：Aqours
26. そして、明日へ